# 比斯克
比斯克（俄語：Бийск，羅馬化：J̌aš tura）是俄罗斯西伯利亚阿尔泰边疆区的城市。该市面积为291.67平方千米，海拔高度108米，2018年人口为201,914人。

## 历史
比斯克建城于1709年，1782年起具有城市地位。

## 人口
- 1709年 – 646
- 1782年 – 2,400
- 1897年 – 17,200
- 1914年 – 27,000
- 2002年 – 231,200
- 2016年 – 203,826

## 教育和文化
在这个城市里有阿尔泰国立人文师范大学和别的学校。比斯克有十五个图书馆（在最大的城市图书馆里有大于500，000本书），一个博物馆和一个剧场（从1943年）。